# 香港旅遊發展局

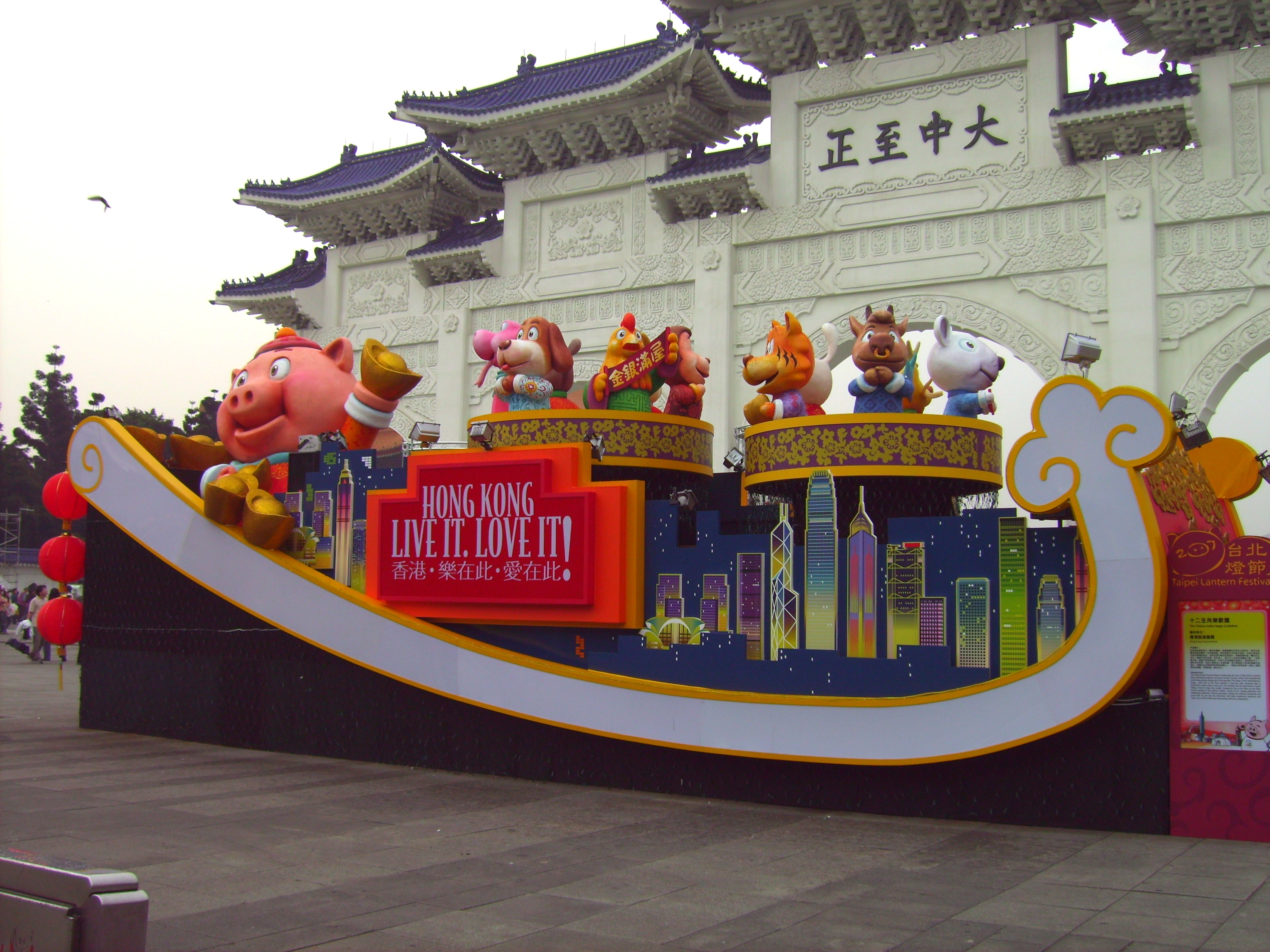
為了宣傳香港的旅遊，旅發局也在2007年台北燈會中展示主題燈籠「十二生肖樂歡騰」。

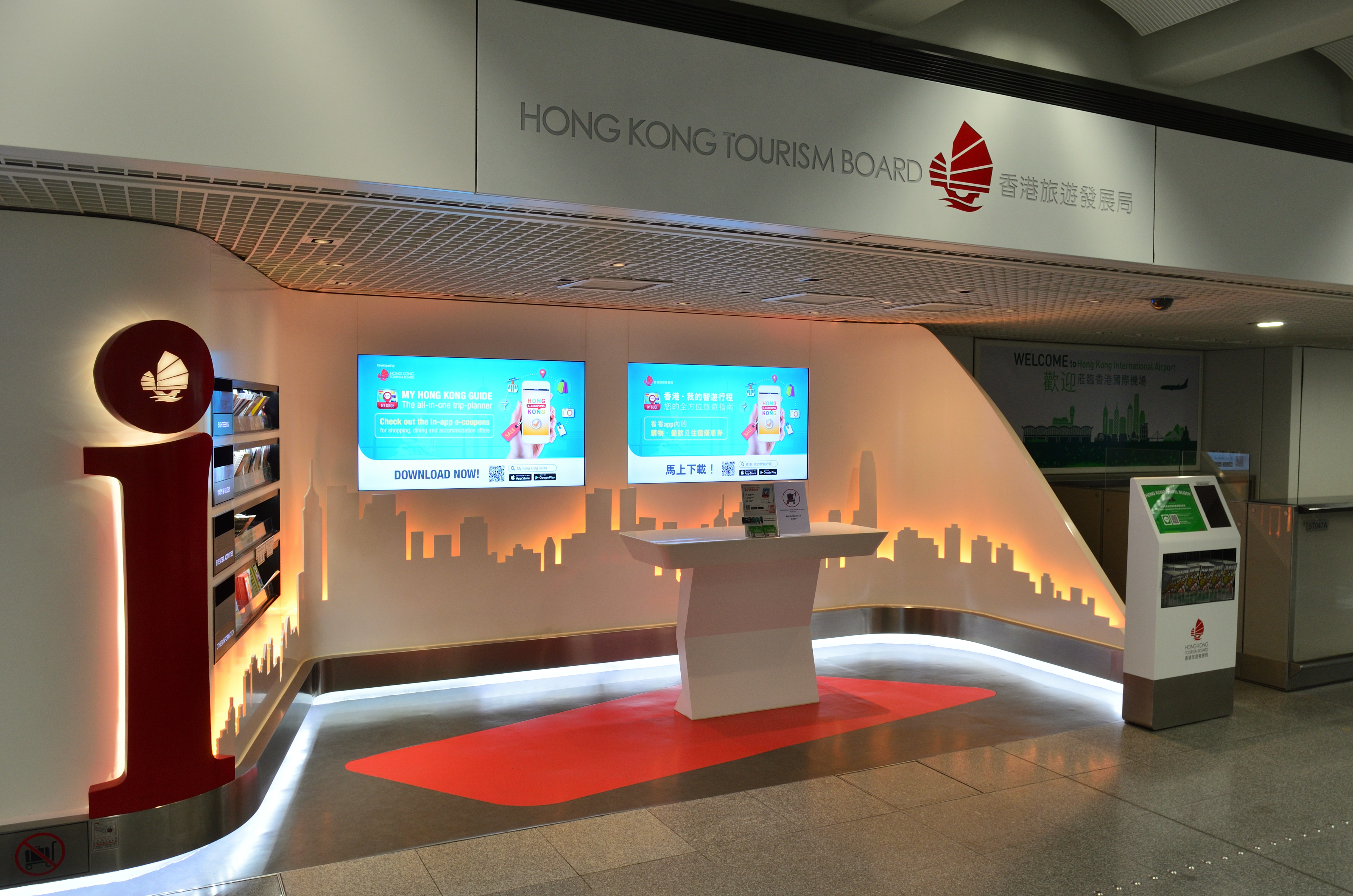
香港旅遊發展局在香港國際機場的旅客諮詢中心

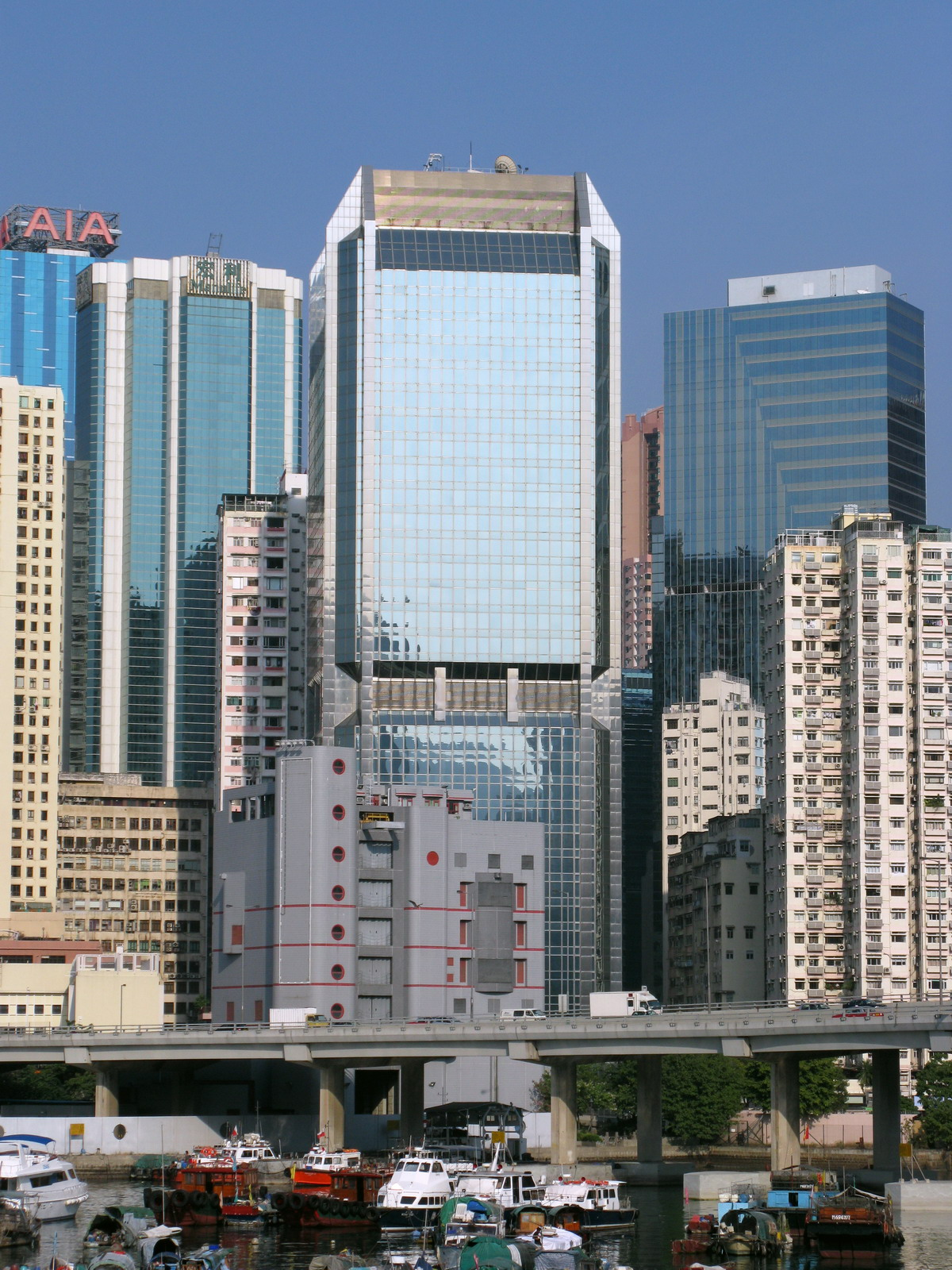
香港旅遊發展局辦事處所在大廈 - 萬國寶通中心

香港旅遊發展局（英語：Hong Kong Tourism Board），簡稱旅發局，於1957年成立，是由香港政府資助的旅遊推廣機構，其使命是盡量擴大香港旅遊業對香港社會及經濟的貢獻，並且致力鞏固香港作為世界級旅遊點的地位。

## 歷史
香港旅遊發展局前身為1957年成立的香港旅遊協會（簡稱旅協，縮寫：HKTA），根據《香港旅遊協會條例》成立，目的是於海外宣傳，吸引遊客到訪香港旅遊，屬於會員制度機構，由旅遊業會員及普通會員組織而成，擁有逾1,300名會員，其管理及監督事務由理事會負責，經費來自酒店會員房租收入，而本發展局總部在1994年10月由中區怡和大廈遷往天后威菲路道16至18號萬國寶通中心。
1999年，香港旅遊協會完成長遠發展策略研究，建議加強宣傳和市場推廣事務；其次是重新組織和行政架構、取消會員制度、增加理事會人數，以及以加強對海外宣傳工作的支援。香港立法會於2001年3月14日通過《2001年香港旅遊協會（修訂）條例》，香港旅遊協會於2001年4月1日更改為香港旅遊發展局，並且由香港政府提供資金營運。
香港旅遊發展局成立後，主席由前香港旅遊協會理事會主席周梁淑怡擔任，香港旅遊協會理事會原有的11位理事會成員繼續留任，政府另外委任9名新成員加入。
2013年2月22日，香港政府宣佈委任林建岳出任香港旅遊發展局主席，接替服務了6年及行將卸任的田北俊，任期由2013年4月1日至2016年3月31日為止；同時委任陳子政及施南生為新成員，任期兩年。
2019年3月1日，政府公布委任彭耀佳接替林建岳為香港旅遊發展局主席。

## 主要活動
- 香港除夕倒數
- 香港新春節慶
  - 香港新春花車巡遊（1996年2月16日至2019年；2024-）
  - 香港賀歲煙花匯演
- 美酒佳餚巡禮
- 香港FUN 享夏日禮
- 香港單車節
- 香港龍舟嘉年華（1976-2018年）
- 閃躍維港 3D 光雕匯演（2014年10月29日至今）
- 閃躍維港燈影節
- 香港傳統文化匯
- 旅遊·就在香港（2020年6月15日至2022年）
- 香港繽紛冬日節（2002-2012）
- 香港聖誕樹（2015年）
- 香港繽紛冬日巡禮（2023年11月24日-2024年1月1日）
- 你好，香港（2023年3月1日-）

## 宣傳歌曲
- 1980年：《笑一笑，世界更美妙》（主唱：林子祥）
- 1993年：《留住這時光》（作曲:劉諾生作詞:向雪懷  主唱：張學友）
- 1995年：《Simply The Best》（原唱：Tina Turner；主唱：Miss Chan Chan 陳潔靈）[7]
- 2003年至今：《Live it Love it》

## 宣傳口號
- 2018至今：尽享‧最香港（Best of all, it's in Hong Kong）
- 2001年至2018：愛在此，樂在此
- 1996年至2001年：魅力香港，萬象之都

## 管理層
香港旅遊發展局內有由20名香港旅遊業人士所組織而成的管理層，部分由業界提名，並且全部經由政府委任，負責管理香港旅遊發展局的事務。

### 主席
- 鮑磊（1988年－1996年）
- 羅旭瑞（1996年－2000年）
- 周梁淑怡（2000年4月－2007年3月）
- 田北俊（2007年4月－2013年3月）
- 林建岳（2013年4月－2019年6月）
- 彭耀佳（2019年6月－2025年4月）
- 林建岳（2025年4月－）

### 總幹事
- 陳鄭綺艷
- 臧明華（2001年3月－2007年4月）
- 劉鎮漢（2007年6月－2019年7月）
- 程鼎一（2019年7月－2025年8月3日）
- 劉鎮漢（2025年8月4日－）

### 副總幹事
- 李陳嘉恩（2003年－2007年6月）
- 林雷穎嫻（2007年6月－2014年9月）
- 葉貞德（2014年9月－）

## 酒店評級
香港旅遊發展局同時負責實施和監管香港的酒店評級系統。此系統反映香港酒店質素及服務的指標。與其他由私人機構（例如訂房網站、旅遊網站）所設的酒店評級有所不同，香港旅遊發展局不會公開酒店的分類名單，但仍會通知個別酒店所得的級別。酒店可參照香港旅遊發展局公佈的酒店業研究報告，將酒店的表現與其平均類別互作比較，而酒店亦可自行決定是否公開其酒店評級。

## 優質旅遊服務
香港旅遊發展局於1999年11月推出優質旅遊服務計劃（Quality Tourism Services，縮寫：QTS）。該認證計劃旨在提升商戶服務文化，幫助顧客識別出優質服務提供者。商戶必須附合嚴格規定，並且通過每年的評審，方才可以取得認證。認可商戶均會在櫥窗展示「優質旅遊服務」標誌，以茲識別。
計劃推出初期只函蓋零售商戶及餐館兩個項目，香港旅遊發展局分別於2006年11月及2010年3月將計劃擴展至旅客住宿服務及髮廊。
在香港眾多保障消費權益計劃中，優質旅遊服務計劃是當中比較成功的一員。截至2010年3月，有7,200間商舖取得認證。 其他為人熟悉的計劃，包括由知識產權署推動的正版正貨承諾計劃，其參與商舖數目於2008年達到4,700間。
優質旅遊服務計劃推出後，印有具代表性紅色帆船標誌的前旅協會員標貼於2000年起停用。香港旅遊協會會員標貼則早於1965年已經開始使用。

### 電視廣告
廣告於2003年製作，由著名香港藝人劉德華演出，橋段參照其於2002年的賣座香港電影《無間道》──關於卧底好警察與為黑幫工作的壞警察的故事。廣告主要表達售賣正版貨品，並且提供優良服務的商戶，應該參加優質旅遊服務計劃，強化與不正當商戶之分別。廣告至今仍然間中於電視播出。
不少人經常把香港旅遊發展局製作的優質旅遊服務計劃廣告與政府新聞處製作的「優質服務　致勝之道」宣傳片混淆，因為兩支廣告同樣宣傳提升服務文化，而且主角同樣是劉德華。「優質服務　致勝之道」攝於2002年，一共有5個版本，都以無禮與殷勤店員或司機之別為題材。該宣傳片甚為成功，劉德華的一句「今時今日咁嘅服務態度未夠架」成為了香港人的慣用俚語，用來形容任何差劣服務或者無禮行為。

### 貴賓優惠
旅客只需要於提供「貴賓優惠」的優質旅遊服務計劃認定商戶，出示旅遊證件及優質旅遊服務計劃小冊子，即可以享用各式優惠，例如折扣優惠或者小禮物（例如：於裁縫店購買西裝可以獲送絲質領帶一條）。參與商戶除了會展示金色的優質旅遊服務計劃標誌，亦會同時展示紅色的「貴賓優惠」標示，以之方便識別。「貴賓優惠」於2008年12月31日後取消。

## 爭議

### 金至尊珠寶
40名顧客投訴光顧金至尊珠寶其中一間分店時，被職員騷擾，並且一度阻止離開店鋪。於調查後，香港旅遊發展局於2004年12月1日取消金至尊所有分店的優質旅遊服務商戶資格。 此乃計劃推出以來，首次有商戶被取消資格。原金至尊珠寶控股其後在2008年先後經歷了主席逝世、瀕臨清盤及股票除牌等事件；2009年7月，香港資源控股（港交所：2882）收購了金至尊珠寶。新金至尊珠寶在順利通過評審後，重新成為優質旅遊服務認定商戶。

### 燕窩莊
3間專門售賣燕窩的店鋪公開承認侵犯了另外一商戶的商標，它們的優質旅遊服務商戶資格於2007年7月27日被取消。

### 工作外判17人被遣散
為了每年節省2百萬港元的營運開支，香港旅遊發展局於2010年11月5日宣佈將優質旅遊服務計劃的營運外判，評審工作交由生產力促進局負責，向商戶搜羅旅客優惠的工作則外判予AQ Communications，節省了的款項將用作加強推廣優質旅遊服務。17名逮屬於合作項目拓展及優質旅遊服務部的長工及合約員工被即時解僱，同組只剩下5人監管外判工作。
根據香港媒體報道，受到影響的員工於11月5日下午3時才首次收到解僱通知，並且需要即日離職。香港旅遊發展局按照《勞工法例》規定向員工補償，卻拒絕內部調遷受到影響的員工去填補其他部門的空缺。有員工向報章表示，手頭工作被招標外判，自己一直蒙在鼓裏。
香港旅遊發展局副總幹事林雷穎嫻在出席一個活動起步禮時向香港傳媒重申，有關外判決定源於去年2009年一項架構檢視。
立法會議員李卓人接受報章訪問時，質疑外判後服務質素會受到影響。李卓人亦擔心被解僱員工在年尾難以覓得新工作。另一位立法會議員王國興批評香港旅遊發展局立壞榜樣，恐怕此舉鼓勵私人機構效法。
林雷穎嫻回應批評時指出，局方除了賠償，亦有協助員工轉職到兩間外判公司。林雷穎不擔心是次裁員為帶頭作用，因為每間機構都會按照各自情況決定。

### 耗900萬製作兩分鐘除夕倒數影片
2020年12月，旅發局耗資900萬港元製作兩分鐘「除夕網上倒數短片」。熱血公民立法會議員鄭松泰批評短片花費過大，片段沒有真實的煙花發放，是欺瞞外國人。不過旅發局總幹事程鼎一表示該短片在設計、製作和轉播費用為 900 萬元，而帶來的宣傳效益達 6,000萬元，在全球有逾500多萬人收看。

## 外部連結
- 香港旅遊發展局（页面存档备份，存于）
- 香港旅遊發展局-旅業網 (為協助香港旅遊業者推銷香港而設的網站) （页面存档备份，存于）
- 律政司：雙語法例資料系統 香港法例 第302章 香港旅遊發展局條例（页面存档备份，存于）